# Конкова-Воля
Конкова-Воля (пол. Kąkowa Wola, нім. Kornrade) — село в Польщі, у гміні Бжешць-Куявський Влоцлавського повіту Куявсько-Поморського воєводства.
Населення — 152 особи (2011).
У 1975-1998 роках село належало до Влоцлавського воєводства.

## Демографія
Демографічна структура станом на 31 березня 2011 року:
|          | Загалом | Допрацездатний вік | Працездатний вік | Постпрацездатний вік |
| -------- | ------- | ------------------ | ---------------- | -------------------- |
| Чоловіки | 82      | 18                 | 56               | 8                    |
| Жінки    | 70      | 11                 | 42               | 17                   |
| Разом    | 152     | 29                 | 98               | 25                   |